# ديفيد ماكنيل
ديفيد ماكنيل (بالإنجليزية: David McNeil)‏ هو لاعب كرة قدم بريطاني في مركز الهجوم، ولد في 21 يناير 1995 في غرينوك في المملكة المتحدة. لعب مع نادي غرينوك مورتون.

## وصلات خارجية
- ديفيد ماكنيل على موقع قاعدة بيانات كرة القدم.إي يو (الإنجليزية)
- ديفيد ماكنيل على موقع Soccerbase.com (لاعب) (الإنجليزية)